# Playa de Bañugues
La playa de Bañugues se ubica en  la parroquia de Bañugues, en el concejo de Gozón, comunidad autónoma del Principado de Asturias, España.
Se enmarca en las playas de la Costa Central asturiana y está considerada paisaje protegido, desde el punto de vista medioambiental, formando parte del paisaje protegido del Cabo de Peñas.

## Descripción
La playa de Bañugues se trata en realidad de un extenso arenal, en el que se pueden observar desde  fangos, cantos y afloramientos rocosos en la marea baja, hasta los efectos de erosión en los distintos elementos geológicos que conforman la región del Cabo  de Peñas o la desembocadura  al mar del arroyo costero de La Cabaña.
Es una playa muy popular por sus fáciles accesos entre otras cosas. Además sus tranquilas aguas y el paisaje que la rodea, la hace ser más atractiva.
También presenta un gran interés por ser una zona de gran interés arqueológico, con yacimientos paleolíticos y romanos.

## Servicios
En cuanto a los servicios que ofrece tenemos que en la playa hay aseos, duchas, papelera, servicio de limpieza, teléfono público, así como establecimientos tanto de comida como de bebida.

## Accesos
Desde Luanco, se llega hasta la playa de Bañugues por la carretera local GO-1.

## Galería

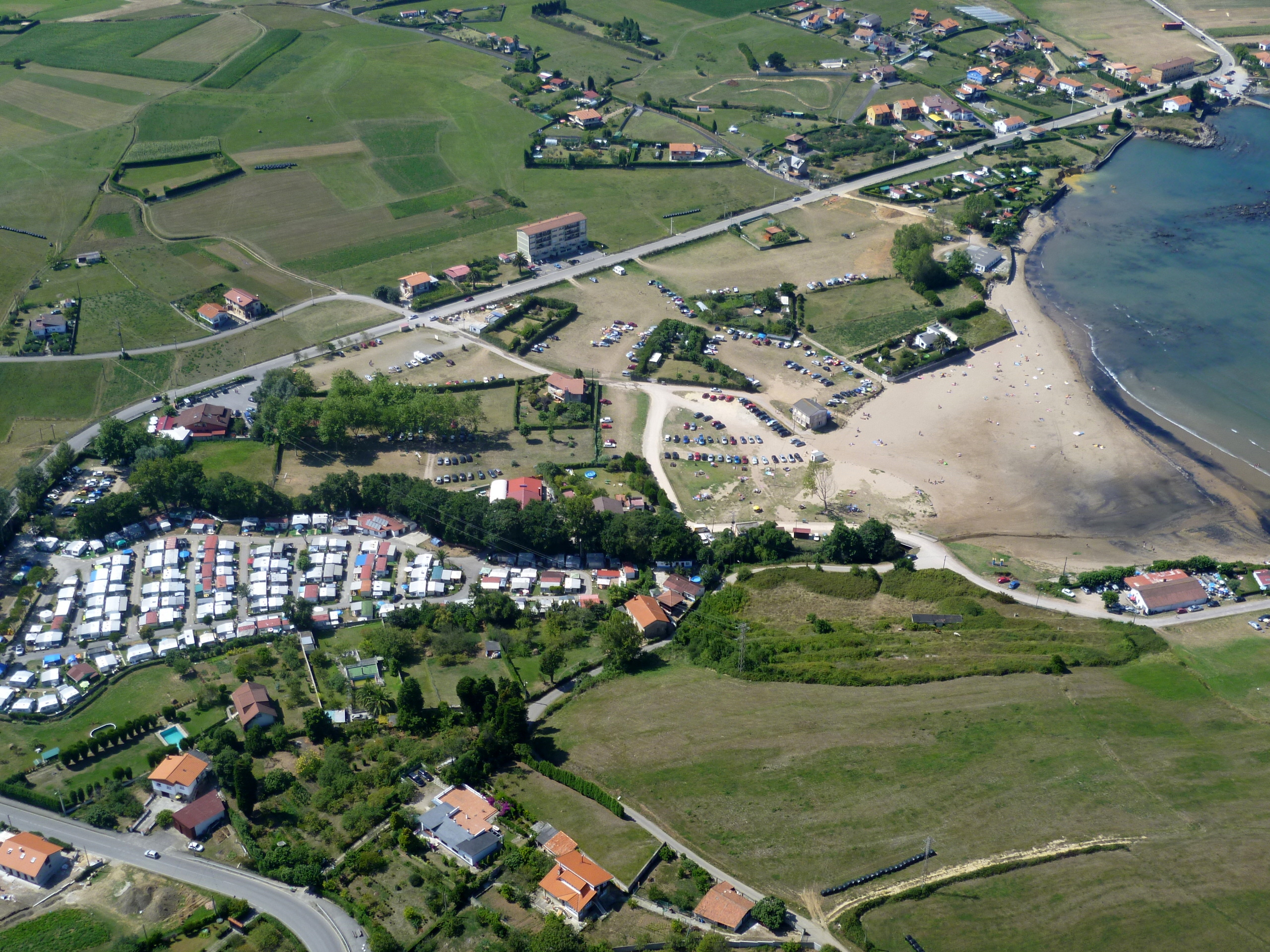
Vista aérea.
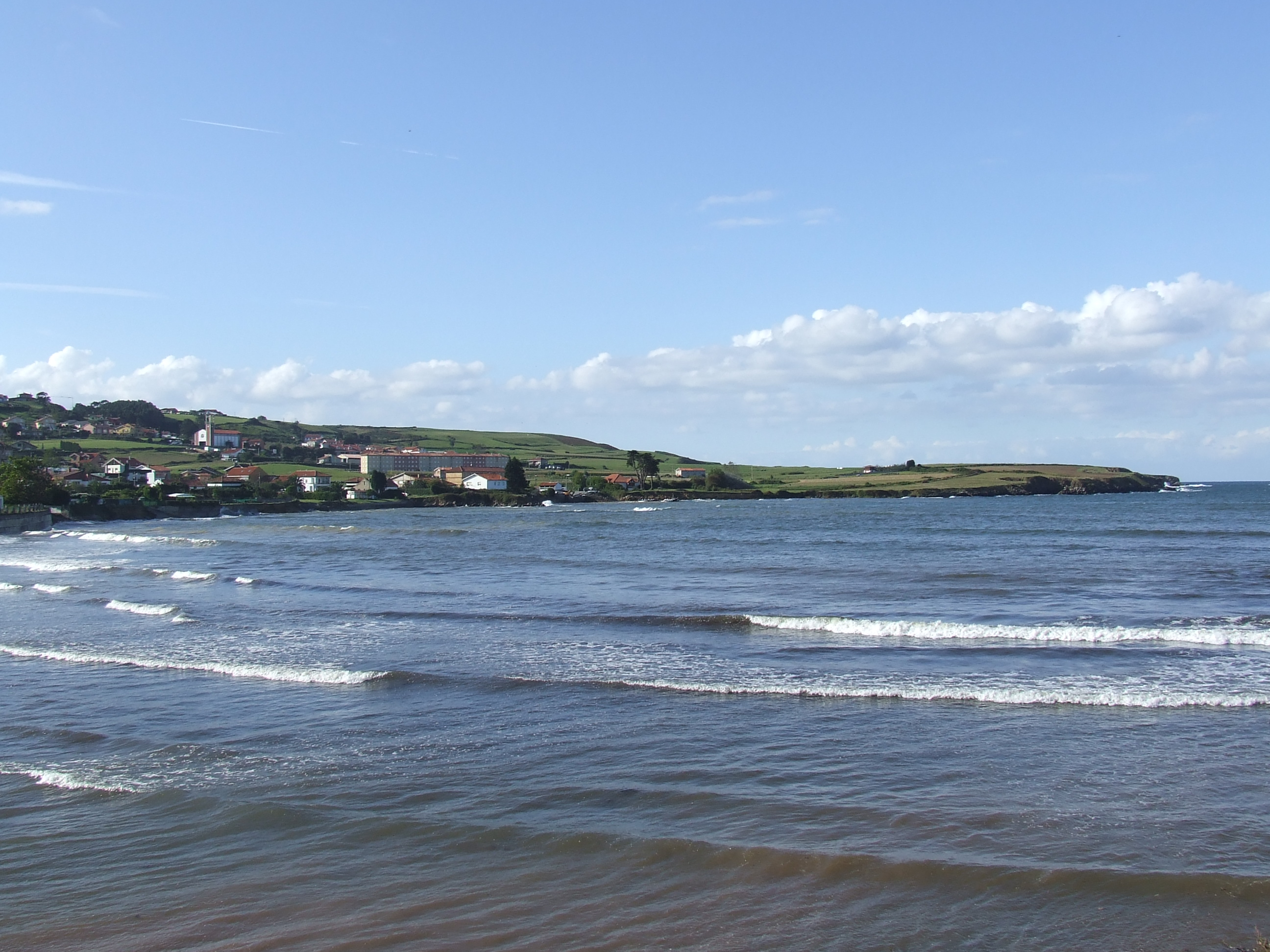
Bañugues desde la playa.